# Kevin Ellington Mingus
Kevin Ellington Mingus (Los Angeles, 1 oktober 1976) is een Amerikaanse jazzcontrabassist en filmproducent, tevens een kleinzoon van Charles Mingus.

## Biografie
Kevin Ellington Mingus groeide op bij zijn moeder in een Joodse familie, bijna zonder contact tot zijn vader Eugene Mingus en daarmee ook tot de familie van zijn grootvader. Op 10-jarige leeftijd begon hij eerst gitaar te spelen, totdat hij als lid van het San Diego Youth Orchestra wisselde naar de contrabas (tot dit moment wist hij niet, dat zijn grootvader dit instrument speelde). Door Jimmy Cheatham werd hij opgenomen in een mentorprogramma aan de University of California, San Diego, waar hij tot zijn graduatie speelde in de universiteits-bigband. Na zijn afronding formeerde hij met de pianist Vijay Iyer een duo, werkte in 1998 mee bij diens album Architextures en werkte met Amiri Baraka. Bovendien speelde hij in Anthony Browns Asian American Jazz Orchestra, bij Wadada Leo Smith en George Lewis.
Tijdens de jaren 1990 verbleef hij voor het vervolg van zijn studie in Argentinië, waar hij aan het Manuel de Falla-muziekconservatorium tango, bandoneon en compositie studeerde bij Nestor Marconi. Na zijn terugkeer naar de Verenigde Staten speelde hij begin jaren 2000 o.a. in duo met de saxofonist Rudresh Mahanthappa, met wie hij van 2000 tot 2003 in een concertreeks van de Carnegie Hall optrad. Bovendien werkte hij met Glenn Horiuchi, Francis Wong (Legends & Legacies, 2004) en Miya Masoka in New York met de theatercompagnie DADAnewyork.
Mingus woonde vanaf 2006 in Berlijn. In zijn bezigheid als muzikant was hij daar ook actief voor het English Theatre. Verder concentreerde hij zich op media-projecten en produceerde hij documentaire films, waaronder een portret van zijn grootvader Mingus on Mingus (dat eerst de werktitel 20 Fingers - A True Jazz Legend had). Hij werkte ook samen met de filmmaker Sasa Oreskovic (Soundless Fall of the Gravitation). In Berlijn werkte hij in experimentele projecten met Chico Mello en Andrea Neumann (Sololala) en Sadiq Bey/Gebhard Ullmann (Slow the Ear, 2009) resp. in 2006 in Sadiq Beys opvoering van de gedichten van Sun Ra.